# Vallens slott
Vallens slott ligger på en holme vid Storsjön i Våxtorp i Våxtorps socken i Laholms kommun i Halland. Slottet har omkring 40 rum och är byggt i empirstil. I slottsträdgården finns en runsten, som ännu inte blivit uttolkad. Slottet blev byggnadsminne 26 oktober 1978.

## Historia
Det första kända huset på platsen anlades av riddaren Peder Laxmand under 1300-talet. På 1400-talet ägdes det av bröderna Åke och Povel Laxmand. Povels sonson hette också Povel Laxmand. När han dog köptes Vallen av Henrik Krummedige. Det intogs och härjades av svenskarna under Åke Hansson Tott 1507. Året efter återtog Krummedige Vallen, och uppförde murar, torn och vallar. Det tillhörde sedan de danska ätterna Bilde, Brock, Skiel och Gyllenstierne. 1654 köptes Vallen av blivande landshövdingen Magnus Durell. Hans maka, Birgitta Durell, gjorde egendomen till bas för den Laholmska manufakturen, som i ett sekel stickade sockar åt den svenska armén innan kontraktet övertogs av Charlotta Richardy. Genom arv kom Vallen till livländska släkten Meck och sedan till svenska släkten Burenskiöld. Den 1 april 1800 brann slottet. Det kom att byggas upp i två våningar med flyglar i något trubbig vinkel. Byggherre var Otto Wilhelm Burenskiöld. 1830 gick Vallen genom giftermål till släkten Carlheim-Gyllenskiöld.
Slottet avstyckades 1939 från gården. Ägare till markegendomen Vallens säteri är familjen Hallenheim. Slottet med tillhörande parkområde ägdes och beboddes länge av familjen Bendz, men ägs numera av Thomas Löfgren.

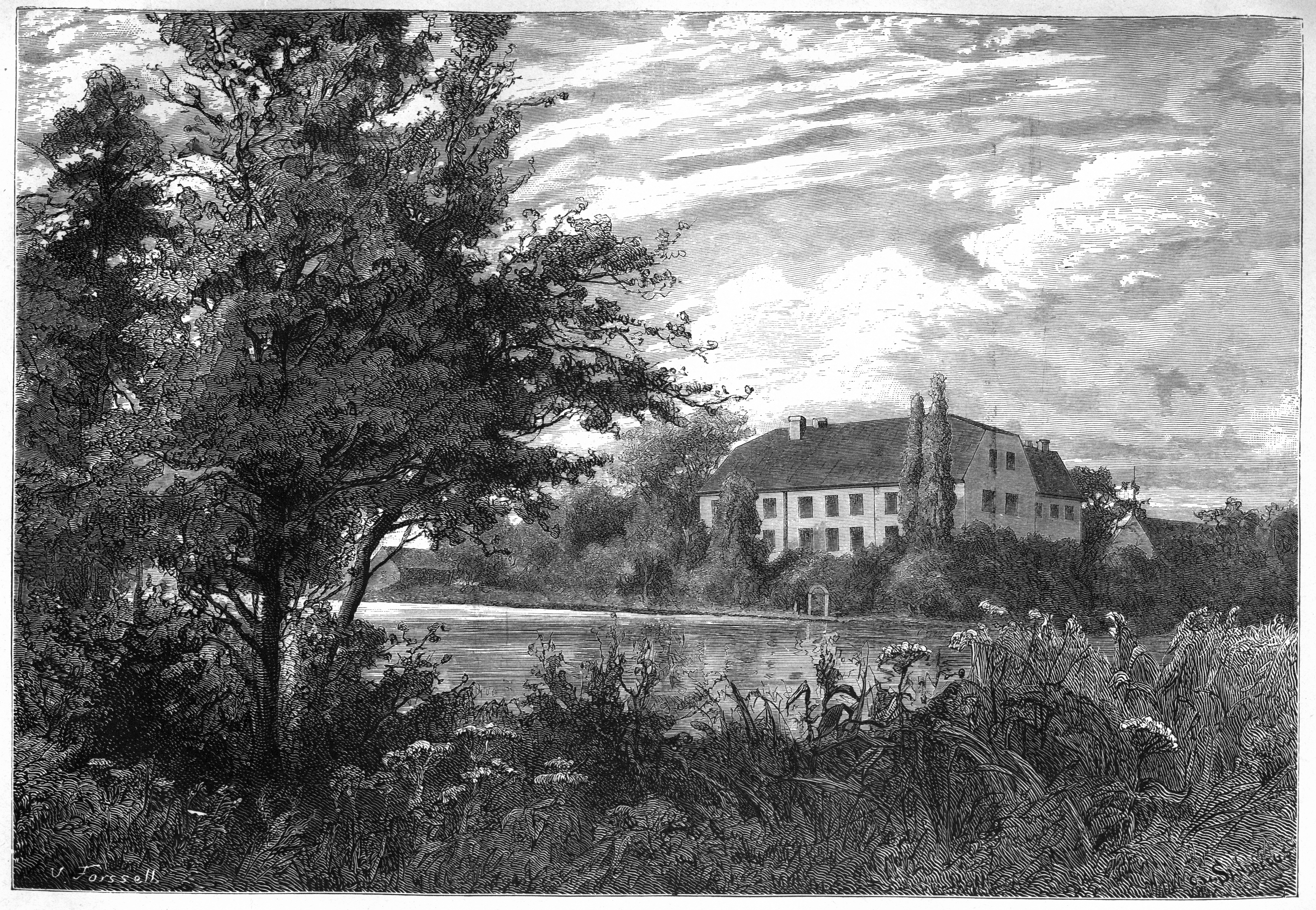
Vallens slott på xylografi 1877.
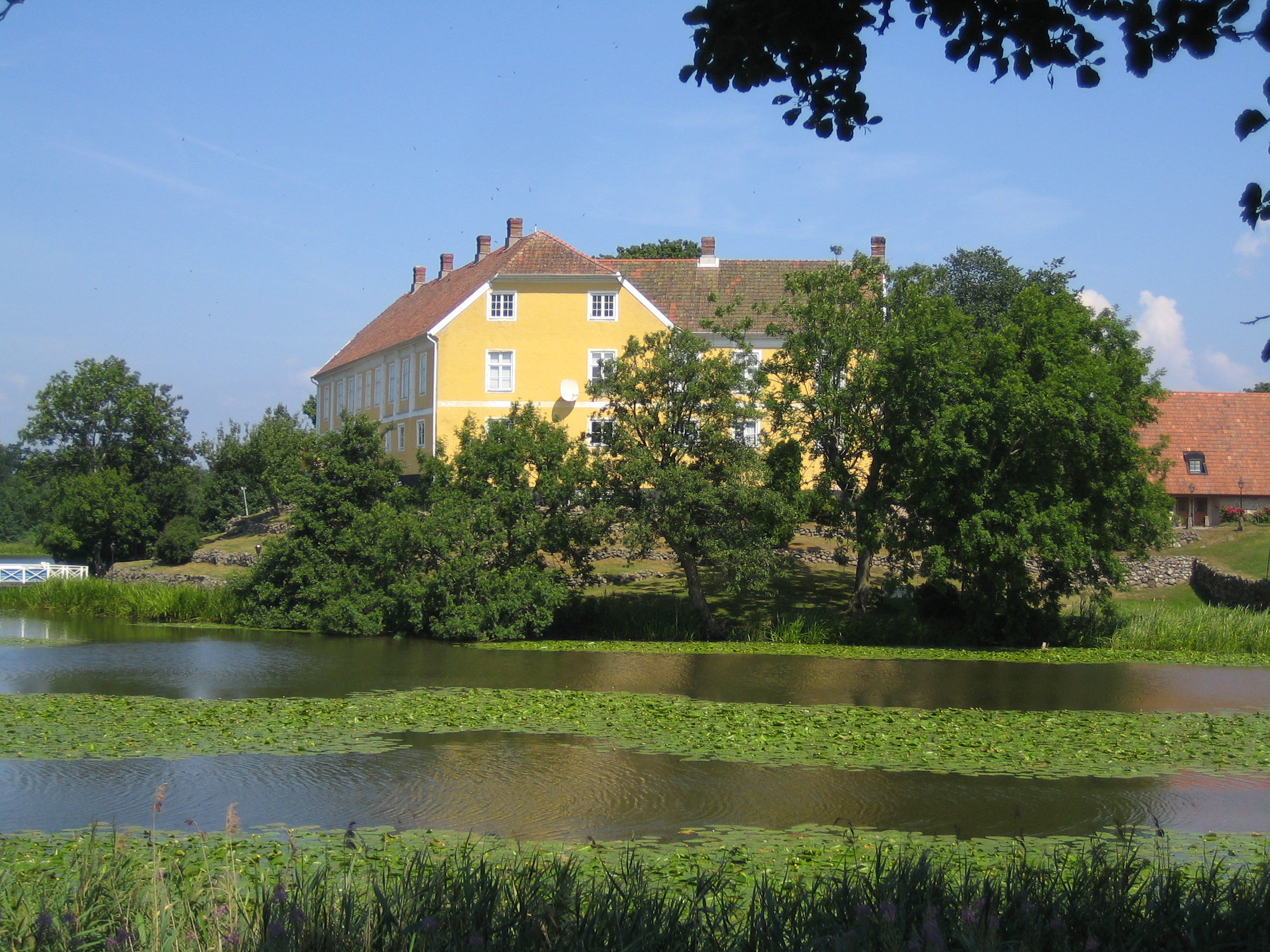
Vallen från sjön.